# Primal Fear
Primal Fear je německá metalová hudební skupina, kterou v roce 1997 založili zpěvák Ralf Scheepers a baskytarista Mat Sinner. V původní sestavě dále figurovali kytarista Tom Naumann a bubeník Klaus Sperling. Později v kapele došlo k několika personálním obměnám a jedinými stálými členy zůstávali Scheepers a Sinner. Svou první desku kapela vydala v roce 1998 a jako host na ní zahrál Kai Hansen, Scheepersův bývalý spoluhráč ze skupiny Gamma Ray. Následovala řada dalších alb, přičemž do roku 2005 je vydávalo vydavatelství Nuclear Blast a později Frontiers Records.
V roce 2020 se opět vrátili k Nuclear Blast  a současnosti spolupracují s Atomic Fire Records. 

## Diskografie
Studiová alba
- Primal Fear (1998)
- Jaws of Death (1999)
- Nuclear Fire (2001)
- Black Sun (2002)
- Devil's Ground (2004)
- Seven Seals (2005)
- New Religion (2007)
- 16.6 (Before the Devil Knows You're Dead) (2009)
- Unbreakable (2012)
- Delivering the Black (2014)
- Rulebreaker (2016)
- Apocalypse (2018)
- Metal Commando (2020)
- Code Red (2023)
- Domination (2025)

Koncertní alba
- Live in the USA (2010)
- Angels of Mercy: Live in Germany (2017)

Kompilační alba
- Metal Is Forever: The Very Best of Primal Fear (2006)
- Best of Fear (2017)